# Fouad Zbadi
Pour les articles homonymes, voir Alami Zbadi.
Fouad Zbadi, né Mohamed Zbadi, est un musicien marocain né en 1955 à Meknès. Il fait partie d'une grande famille de Meknès.

## Biographie

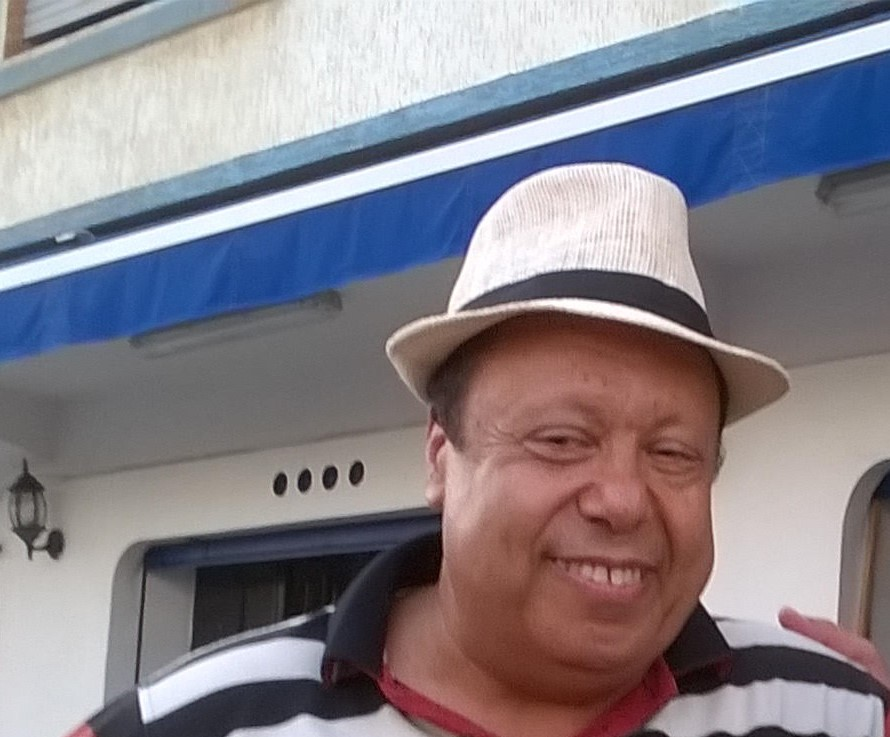
fouad zbadi a M'dik

Dès son plus jeune âge, son aptitude pour le chant et sa sensibilité artistique sont vite remarquées. Parallèlement à ses études universitaires en sciences exactes en France, sa passion pour l'art le rattrape très rapidement le poussant à se consacrer entièrement à la chanson. 
Il a participé à plusieurs rencontres musicales et festivals comme au prestigieux Opéra du Caire, au festival de Tunis en 1999, au festival de Rabat 2000, d'Errachidia, au festival international de Volubilis, Festival Mawazine, le festival de Jerash en Jordanie. Il a notamment obtenu le prix du jury au festival de la chanson internationale du Caire, en 2000, de la main de Amr Moussa, ministre des Affaires étrangères à l'époque, secrétaire général actuel de la Ligue arabe.
Ce ténor de la musique arabe classique a enregistré plusieurs œuvres dans les radios et télévisions dans le monde arabe et participé à plusieurs galas de bienfaisance, comme la grande soirée artistique organisée sur la place Bab Lahdim à Meknès et animée par une pléiade d'artistes marocains et étrangers de renom tels Fouad Zbadi et Remy, venus exprimer leur solidarité avec les peuples libanais et palestinien. 
On peut aussi parler de la grande soirée publique de la première chaîne marocaine « Naghmawatay » du samedi 14 avril 2007, qui s'est déroulée à Meknès en présence de Fouad Zbadi et de ses invités, dont la célèbre actrice égyptienne Hala Sidqui, l'actrice marocaine Hanane Ibrahimi et le réalisateur de « Wachma » Hamid Bennani, ainsi que les artistes Nadia Ayoub et Hayat Boukhriss. On peut également mentionner son apparition à Star Academy Maghreb, en présence notamment du maître Wadih El Safi, qui a été subjugué par sa remarquable prestation.
Fouad Zbadi est reconnu notamment pour ses interprétations du maître de la musique égyptienne Mohamad Abdelmoutaleb, ce qui lui a valu la considération de l'élite culturelle et artistique égyptienne.

## Décorations
- Officier de l'ordre du Ouissam alaouite — Le 22 août 2016, il est décoré officier de l'ordre du Ouissam Al Moukafâa Al Wataniya — ordre du Mérite national[2] — par le roi Mohammed VI.